# Limbach (Vogtland)
Acest articol se referă la o localitate din Saxonia. Pentru alte sensuri vezi Limbach.
Limbach (Vogtland) este o comună din landul Saxonia, Germania.